# Braine Digital
A Braine Digital é uma startup brasileira fundada em 2022, dedicada ao desenvolvimento de tecnologias aplicadas à saúde mental. A empresa foi criada por Gabriel Cirino, pesquisador vinculado à Universidade de São Paulo (USP), e atua na elaboração de soluções baseadas em inteligência artificial (IA) voltadas ao diagnóstico, acompanhamento e suporte de pessoas neurodivergentes, com ênfase em condições como Transtorno do Espectro Autista (TEA), Transtorno do Déficit de Atenção com Hiperatividade (TDAH) e dislexia.

## História
A Braine Digital surgiu no contexto do Mestrado Profissional em Empreendedorismo da Faculdade de Economia, Administração e Contabilidade da USP (FEA-USP), na disciplina Lean Startup. O projeto foi concebido como resposta à ausência de instrumentos de triagem e acompanhamento adaptados à realidade brasileira para pessoas neurodivergentes.
A iniciativa recebeu o selo DNA USP e foi incubada no Centro de Inovação, Empreendedorismo e Tecnologia (Cietec), onde foram desenvolvidos os primeiros MVPs (Minimum Viable Products).
A experiência pessoal do fundador, diagnosticado com TDAH na vida adulta, motivou a criação de ferramentas que unissem rigor científico, tecnologia e práticas clínicas. Em 2024, a empresa protocolou o pedido de patente do AURA-T junto ao Instituto Nacional de Propriedade Industrial (INPI).

## Produtos
A empresa desenvolve atualmente três produtos principais:
- AURA-T – ferramenta de triagem pré-diagnóstica para o Transtorno do Espectro Autista, fundamentada em protocolos clínicos como CID-11 e DSM-5. O sistema organiza dados clínicos, avaliações padronizadas e entrevistas, gerando relatórios estruturados para apoiar profissionais de saúde mental.
- Care360 – plataforma digital de gestão integrada do cuidado, que conecta profissionais de saúde, familiares e pessoas neurodivergentes, centralizando informações clínicas e planos terapêuticos em um mesmo lugar.
- Bruna AI – assistente virtual desenvolvida para suporte emocional, gestão de crises e organização do cuidado, com base em práticas clínicas e adaptação ao contexto cultural brasileiro.

## Filosofia
A atuação da Braine é estruturada em três pilares: inclusão radical, tecnologia humanizada e pragmatismo no cuidado. A empresa adota o conceito de “dados com alma” para descrever a prática de integração entre análise técnica e sensibilidade clínica.

## Reconhecimento e parcerias
A Braine Digital foi mencionada pela Secretaria de Saúde do Estado de São Paulo pelo impacto social de suas soluções. Estabeleceu parcerias com universidades, programas de aceleração e projetos de inclusão digital e acessibilidade.
A presença da marca na mídia também inclui notícias nos seguintes meios de comunicação: Jornal da USP, Agência FAPESP, CBN São Paulo, O Antagonista e em programas da Rádio USP (Momento Tecnologia, Os Novos Cientistas, USP Inovação).

## Eventos
A empresa organiza o Encontro de Informação e Saúde: Neurodiversidade (EIS:N), evento anual com especialistas nacionais e internacionais. A segunda edição, em 2025, ocorreu de forma online, integrada ao XI Congresso Internacional de Tecnologia e Organização da Informação (TOI), reunindo mais de 30 palestrantes.